# Paracaroides vaovao
Paracaroides vaovao là một loài bướm đêm trong họ Noctuidae.